# Rotary Hrvatska
Rotary Hrvatska, odnosno Rotary International Distrikt 1913, je dobrovoljna, samostalna i neprofitna organizacija Rotary klubova na području Hrvatske, koji su ujedno članovi Rotary Internationala. 

## Povijest

### 1929. – 1941.
Rotary pokret u Hrvatskoj pokrenut je još krajem 1920-ih. Prvi Rotary klub osnovan 15. veljače 1929. godine U Zagrebu je u Zagrebu. Svečanu inauguraciju izvršio je Josef Schulz, guverner Rotary distrikta za Čehoslovačku. Dana 6. ožujka 1929. godine, dan nakon osnivanja beogradskog Rotary kluba, u Hotelu Esplanade održan je službeni osnivački sastanak Rotary kluba Zagreb, kojemu je nazočilo 26 uglednika, uključujući i kipara Ivana Meštrovića, Branka Šenou, Franju Hanamana, Lava Kaldu, Marka Kostrenčića i ine. Svečani službeni čin osnivanja Rotary kluba Zagreb uručbom povelje dogodio se na Plitvičkim jezerima 28. lipnja 1929. u nazočnosti predstavnika rotarijanske zajednice iz više desetaka europskih država. Prvi predsjednik zagrebačkog Rotary kluba bio je Josip Mikuličić. Članstvo je brzo raslo, a osnivali su se i drugi rotarijanski klubovi, u Osijeku, Sušaku, Varaždinu, Splitu itd. Zagrebački rotarijanac Edo Marković bio je osnivač i guverner jugoslavenskog Rotary distrikta 77. Admiral Dragutin Prica bio je i predsjednik Rotary kluba Beograd 1931./32. godine.
Godine 1941. u Jugoslaviji i još pet europskih država zabranjuju se Rotary klubovi. Tijekom Drugoga svjetskoga rata i u komunističkoj Jugoslaviji rotarijanski pokret bio je zabranjen.

### Od 1990.
Prvi klub osnovan u samostalnoj Hrvatskoj je Rotary klub Zagreb koji je 23. listopada 1990. godine uključen u svjetsku Rotary zajednicu. Prvi Hrvatski Rotary savez osnovan je 2004. godine.
Nakon više od 20 godina djelovanja hrvatskih klubova u okviru regionalnog Distrikta 1910, odlukom Rotary Internationala utemeljen je samostalni Distrikt 1913 koji podupire rad i razvoj klubova na području Hrvatske, u skladu s Rotary načelima i zakonodavstvom. Povelju Distrikta 1913 uručio je predsjednik Rotary Internationala Ray Klinginsmith prvome guverneru Distrikta 1913 Ivi Husiću na svečanosti koja se održala u Hrvatskome narodnom kazalištu u Zagrebu, 18. lipnja 2011. godine.
Početkom svibnja 2019. godine Distrikt 1913 Hrvatska je dobio službenu potvrdu službene (pravne i organizacijske) inkorporacije u Rotary International kao jedan od rijetkih Distrikta u Europi.

## Ustroj

### Regije i klubovi
Rotary klubovi u Hrvatskoj su podijeljeni u šest regija, i to: Dalmacija, Istra i Kvarner, Sjeverozapadna Hrvatska, Slavonija, Središnja Hrvatska te Zagreb i okolica. U ožujku 2024. godine ovaj distrikt ima 71 klub, od kojih se 23 nalazi u Zagrebu, četiri u Splitu, po tri u Rijeci, Osijeku i Varaždinu, po dva u Karlovcu i Vukovaru, dok se u preostalim gradovima nalazi po jedan. Tri kluba se sastaju putem video konferencije (E-Club Croatia, Mental Health Croatia, Passport Croatia).
| Regija                  | Broj klubova | Popis klubova |
| ----------------------- | ------------ | --- |
| Dalmacija               | 12           | Brač, Dubrovnik, Hvar, Imotski, Kaštela, Šibenik, Solin, Split, Split 305, Split Novi, Split Plus, Zadar |
| Istra i Kvarner         | 8            | Gospić, Kastav, Lošinj, Opatija, Pula, Rijeka, Rijeka Novi val, Rijeka Sveti Vid |
| Sjeverozapadna Hrvatska | 10           | Bjelovar, Čakovec, Koprivnica, Krapina, Ludbreg, Prelog, Trakošćan, Varaždin, Varaždin 1181, Varaždin Jug |
| Slavonija               | 9            | Nova Gradiška, Osijek, Osijek Academia, Osijek Josip Juraj Strossmayer, Slavonski Brod, Vinkovci 1937., Virovitica, Vukovar, Vukovar 1932 |
| Središnja Hrvatska      | 4            | Gospić, Karlovac, Karlovac Dubovac, Sisak |
| Zagreb i okolica        | 28           | E-Club Croatia, Mental Health Croatia, Passport Croatia Samobor, Velika Gorica, Zagreb, Zagreb 1242, Zagreb Agram, Zagreb Alpha, Zagreb Candor, Zagreb Centar, Zagreb City 1850, Zagreb Donji Grad, Zagreb Dora, Zagreb Gornji Grad, Zagreb Gradec, Zagreb Grič, Zagreb Ilica, Zagreb International, Zagreb Kaptol, Zagreb Maksimir, Zagreb Medvedgrad, Zagreb Medveščak, Zagreb Metropolitan, Zagreb Sesvete, Zagreb Sljeme, Zagreb Zrinjevac, Zaprešić Ban Jelačić |

### Popis guvernera Distrikta
Hrvatskom Rotary organizacijom od uspostavljanja distrikta 2011. godine upravlja guverner koji se bira na jednogodišnji mandat. 
Dosadašnji guverneri su:
- Ivan Husić (2011./12.)
- Duško Čorak (2012./13.)
- Nikola Bilandžija (2013./14.)
- Tomislav Maravić (2014./15.)
- Marijan Bulat (2015./16.)
- Goran Račić (2016./17.)
- Dubravko Kušeta (2017./18.)
- Darko Tipurić (2018./19.)[12]
- Danijel Jozić (2019./20.)
- Hrvoje Kenfelj (2020./21.)
- Ljiljana Trstenjak (2021./22.)[13]
- Ivan Miškulin (2022./23.)
- Sunčica Bulat Würsching (2023./24.)
- Davorko Obuljen (2024./25.)

## Poznati Rotaryjanci
- Darko Tipurić, sveučilišni profesor
- Ivan Meštrović, kipar, arhitekt i književnik.
- Branimir Šenoa, slikar, grafičar i povjesničar umjetnosti
- Franjo Hanaman, kemičar i metalurg, izumitelj prve ekonomične električne žarulje s metalnom niti
- Lav Kalda, arhitekt
- Marko Kostrenčić, pravnik, povjesničar i političar
- Davor Štern, naftni stručnjak i bivši ministar
- Dragutin Prica, admiral ratne mornarice
- Relja Bašić, glumac i redatelj
- Jadranko Crnić, pravnik, prvi predsjednik Ustavnog suda
- Dubravko Šimenc, bivši vaterpolist
- Gordan Kožulj, konzultant i bivši plivač
- Siniša Varga, stomatolog, političar, ministar zdravlja u XII. Vladi Republike Hrvatske
- Otto Barić, nogometni trener
- Mladen Vedriš, gospodarstvenik i ekonomski stručnjak, bivši političar, potpredsjednik vlade u IV. Vladi Republike Hrvatske
- Tomislav Paškvalin, poduzetnik i bivši vaterpolist
- Željko Jerkov, bivši košarkaš
- Boris Ljubičić, dizajner
- Marko Sapunar, novinar i pisac
- Hido Biščević,  novinar i diplomat, bivši veleposlanik u Turskoj i Rusiji
- Krešimir Bubalo, političar, bivši gradonačelnik Osijeka
- Stjepan Šafran, obrtnik i poduzetnik
- Daniel Srb, političar
- Ivo Josipović, pravnik, sveučilišni profesor, skladatelj i političar, III. predsjednik Republike Hrvatske
- Radimir Čačić, gospodarstvenik i političar, potpredsjednik vlade u XII. Vladi Republike Hrvatske
- Mladen Bajić, pravnik, bivši glavni državni odvjetnik
- Milan Bandić, političar, gradonačelnik Zagreba
- Goran Merčep, saksofonist
- Zvonko Jadrešin

## Vanjske poveznice
- Službena stranica
- Stranica na Facebooku